# شلبی ویلسون
شلبی ویلسون (انگلیسی: Shelby Wilson؛ زادهٔ ۱۴ ژوئیه ۱۹۳۷) کشتی‌گیر اهل ایالات متحده آمریکا بود.
وی در مسابقات کشوری و بین‌المللی در مجموع برندهٔ ۱ مدال طلا شده‌است.